# Фархентин
Фархентин (њем. Varchentin) општина је у њемачкој савезној држави Мекленбург-Западна Померанија. Једно је од 60 општинских средишта округа Мириц. Према процјени из 2010. у општини је живјело 374 становника. Посједује регионалну шифру (AGS) 13056067.

## Географски и демографски подаци
Фархентин се налази у савезној држави Мекленбург-Западна Померанија у округу Мириц. Општина се налази на надморској висини од 45 метара. Површина општине износи 17,3 km². У самом мјесту је, према процјени из 2010. године, живјело 374 становника. Просјечна густина становништва износи 22 становника/km².

## Међународна сарадња
| Мјесто | Држава | Врста сарадње | Од    |
| ------ | ------ | ------------- | ----- |
| Рокашо | Јапан  | партнерство   | 1994. |
| Извор  |        |               |       |